# Maya Ellis
Maya Anneke Elsie Ellis est une personnalité politique britannique, membre du Parti travailliste. Elle est députée de Ribble Valley depuis 2024.

## Biographie
Lors des élections législatives britanniques du 4 juillet 2024, Maya Ellis remporte sa circonscription de Riblle Valley,.
Ellis est le premier membre du Parti travailliste à gagner dans cette circonscription, depuis sa création en 1983. Elle prend ainsi la succession du sortant Nigel Evans, élu depuis 1992 en tant que représentant du Parti conservateur.